# بخش بنینگتون (شهرستان مورو، اوهایو)
بخش بنینگتون (به انگلیسی: Bennington Township) یک منطقهٔ مسکونی در ایالات متحده آمریکا است که در شهرستان مورو، اوهایو واقع شده‌است.
 بخش بنینگتون ۶۵٫۴ کیلومتر مربع مساحت و ۳٬۱۰۲ نفر جمعیت دارد و ۳۶۰ متر بالاتر از سطح دریا واقع شده‌است.